# Новоталицкое сельское поселение
Новота́лицкое сельское поселение — муниципальное образование в составе Ивановского района Ивановской области России. 
Центр — село Ново-Талицы.

## История
Новоталицкое сельское поселение образовано 25 февраля 2005 года в соответствии с Законом Ивановской области № 40-ОЗ.

## Население
| 2002    | 2010    | 2011    | 2012    | 2013    | 2014    | 2015    |
| ------- | ------- | ------- | ------- | ------- | ------- | ------- |
| 11 260  | ↘10 997 | ↘10 987 | ↘10 957 | ↘10 859 | ↘10 857 | ↘10 644 |
| 2016    | 2017    | 2018    | 2019    | 2020    | 2021    |         |
| ↘10 615 | ↘10 538 | ↘10 499 | ↘10 315 | ↘10 285 | ↗10 564 |         |

## Состав сельского поселения
| №  | Населённый пункт | Тип населённого пункта       | Население |
| -- | ---------------- | ---------------------------- | --------- |
| 1  | Анкудиново       | деревня                      | ↘72       |
| 2  | Беркино          | деревня                      | ↘50       |
| 3  | Голчаново        | деревня                      | →124      |
| 4  | Залесье          | деревня                      | ↗284      |
| 5  | Зыбиха           | деревня                      | ↘33       |
| 6  | Иневеж           | деревня                      | ↗204      |
| 7  | Кадниково        | деревня                      | ↘41       |
| 8  | Кулиги           | деревня                      | ↘1        |
| 9  | Куминово         | деревня                      | ↘0        |
| 10 | Михалево         | село                         | ↗1625     |
| 11 | Ново-Талицы      | село, административный центр | ↘7955     |
| 12 | Оголиха          | деревня                      | ↘0        |
| 13 | Чуприно          | село                         | ↘0        |